# Goethova skalka
Goethova skalka je přírodní památka v okrese Cheb. Důvodem ochrany je bizarní křemencová skalka, která je tvořena skalním útvarem 400 metrů dlouhým a 10 metrů širokým. Chráněné území je ve správě Krajského úřadu Karlovarského kraje.

## Popis oblasti

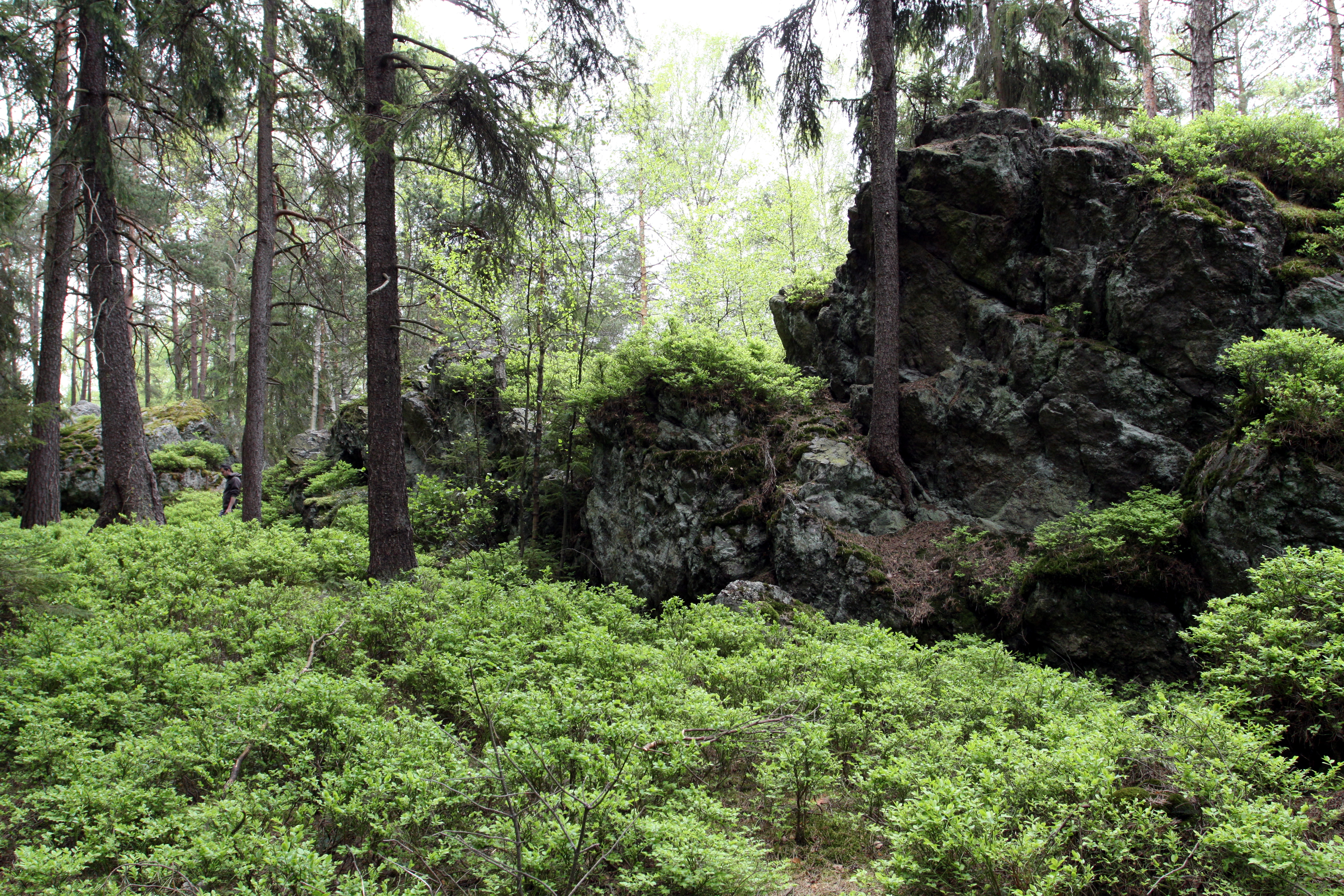
Goethova skalka, detail

Lokalita se nachází přibližně 3 km severozápadně od obce Hazlov, na pravé straně silnice Hazlov – Aš pod Goethovo vrchem (670 m n. m.). Přírodní památka je situována při okraji lesa v oblasti přírodního parku Halštrov. V oblasti, přibližně 550 m od okraje přírodní památky, se nachází také pamětní deska připomínající pobyt německého básníka Johanna Wolfganga von Goethe.

## Přírodní poměry
V délce přibližně 1 km se podél silnice zvedá nesouměrný skalnatý hřbet. Ten je tvořen dvojslídnou smrčinskou žulou. Ze skalnatého hřbetu vystupuje nad okolní povrch vypreparovaná křemencová žíla českého křemenného valu. Křemencová žíla se vlivem mrazového zvětrávání rozpadla na mnoho bizarních skalek. V okolí mrazových srubů doplňují na svazích balvany, skalní věže i viklany. Do roku 1946 se zde těžil kámen a štěrk v malých lomech. Největší lom, ležící mimo území chráněné památky, byl v provozu až do 60. let 20. století.  
Ostrůvky borového lesa na křemenném hřbetu mají přirozený ráz. Borovici doplňují v podrostu kyselomilné rostliny, lišejníky a mechy. Z význačných druhů zde roste dutohlávka lesní (Cladonia arbuscula), pukléřka islandská (Cetraria islandica) a dvouhrotec chvostnatý (Dicranum scaparium).